# Prouville
Prouville är en kommun i departementet Somme i regionen Hauts-de-France i norra Frankrike. Kommunen ligger i kantonen Bernaville som tillhör arrondissementet Amiens. År 2022 hade Prouville 312 invånare.

## Befolkningsutveckling
Antalet invånare i kommunen Prouville
| Referens: INSEE |